# Pan de Cea

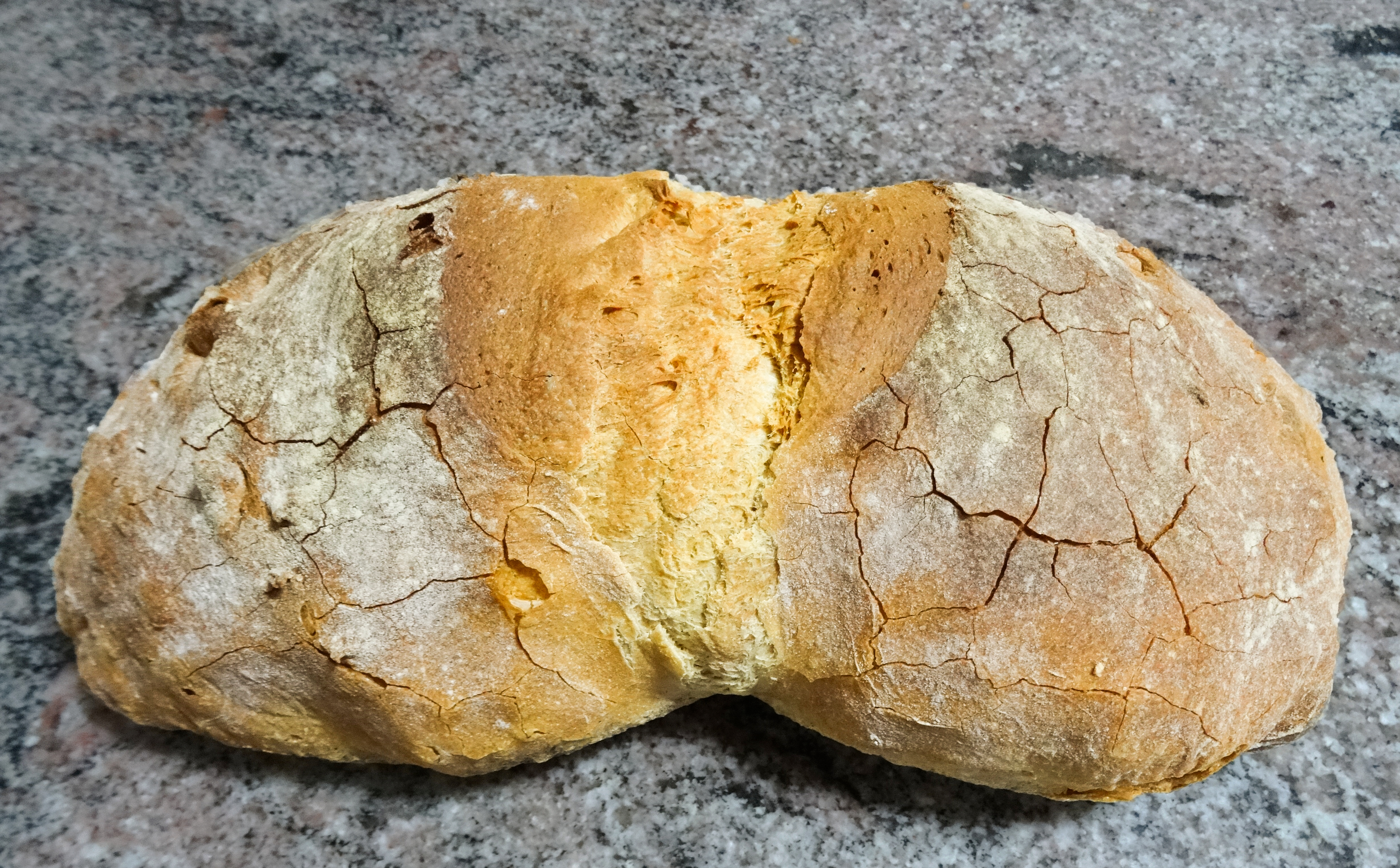
Pieza de pan de Cea

El pan de Cea es un pan producido en San Cristóbal de Cea, en Galicia, España. Contiene harina de trigo, agua, sal y masa madre. Tanto el tiempo de fermentación como de cocción son bastante largos. Estos panes se cuecen en hornos de leña a fuego lento. Los primeros registros documentados donde se menciona la tradición panadera de Cea se remontan al siglo XIII. Se caracteriza por una única greña (fenda) perpendicular a lo ancho del pan. 
En Galicia, el pan de Cea es de la familia de los llamados «panes del país» (técnicamente, pan de flama), caracterizados por una corteza gruesa y recia, miga densa y esponjosa, sabor intenso y húmedo y por mantenerse tiernos por bastantes días. Esta clase de panes, típicos del cuadrante noroeste de la Península, contrastan con los panes candeales que imperan en el resto del país.
Desde el 4 de febrero de 2005, «Pan de Cea» es una Indicación Geográfica Protegida, uno de los regímenes de calidad europeos. Y desde 1991 se celebra cada julio la Fiesta de Exaltación del Pan de Cea.

## Características
Las piezas tienen una forma alargada con los extremos redondeados y una cintura más estrecha recorrida por una greña (llamada fenda en gallego) transversal al pan. Para garantizar que la fenda se abra bien, se puede mover el pan dentro del horno (lo que se le dice «andar con el pan»), y si se hace bien, se observará como la masa se desgarra por la fenda y surge la preciada febra (lit. las 'hebras'). Para los panaderos de Cea, la manera en que se hace la fenda es como una «firma». El pan de Cea se presenta en dos formatos:
- Poia (entre 1 y 1,2 kg) o pieza, mide aproximadamente el doble de largo que ancho: 15-18 cm de ancho y 32-38 cm de largo.[7]
- Molete (500-600g) o media pieza, mide el doble de largo que de ancho (22-27 cm de largo y 9-11 cm de ancho).[7]

La corteza debe tener un grosor variable de 0,5 a 1 cm. Su consistencia es dura y rígida, con una rotura rugosa y tendencia a astillarse. El color de la corteza varía de dorado a marrón oscuro, con sabor a tostado. En cuanto a la miga, es de textura esponjosa, fibrosa y firme. Es de un color apergaminado que recuerda al trigo integral, y su alveolatura es escasa e irregular, tanto en tamaño como en forma.

## Origen
San Cristóbal de Cea es una población de 2 mil habitantes en la provincia de Orense, en la comarca de Carballino. Desde la Edad Media, Cea es una parada del Camino de Santiago, particularmente de la ruta de la Plata, y ya desde entonces abastecía de pan a los peregrinos. La tradición panadera está ligada al Monasterio de Santa María la Real de Osera, llevada por monjes cistercienses dedicados a la molienda y la panificación.
La primera mención que se conserva sobre el pan producido en Cea es de finales del siglo XIII; en este documento el Rey Sancho IV de Castilla concede al Monasterio, cuyo abad era Dom fray Arias Pérez, una iglesia y una feria mensual en el Coto de Cea, que se celebraría «ocho días antes de las calendas de Monterroso». Esta feria se sigue celebrando hoy día. Además se autoriza a los Císter a «a disponer en delante de pan blanco», que era elaborado por las panaderas de Cea para los monjes. Estos privilegios se conservan en el Tumbo de Oseira (folios 14-15) y el Libro de los privilegios (folios 95-96), extraídos en el año 1407 de un traslado notarial. Otros documentos de épocas posteriores reflejan la importancia de esta actividad en Cea. Para el siglo XVIII casi toda la población de Cea se dedicaba al pan, y para finales del XIX, era famoso en toda la región:

La villa de Cea es famosa en toda la provincia por sus acreditadas tahonas, en las cuales se elabora un pan de trigo exquisito que se vende en el mercado de Carballino y otros puebles comarcanos, en donde es muy apreciado
C. Rivera y V. M. Vázquez (1883), Guía de Galicia

En la actualidad, el sector panadero es el que mueve la economía de San Cristovo de Cea, ya que la mayoría de vecinos están vinculados a ello. En palabras de Ibán Yarza (gastrónomo que recorrió las 50 provincias de España para recoger la tradición panadera del país): «Caminando por sus calles en busca de sus hornos lo normal es que cualquier persona a la que preguntes sea prima, cuñado o tío de alguien que hace pan».
En origen, el trigo usado para hacer este pan procedían de las áreas cerealistas de la comunidad autónoma, cuya harina es denominada como «del país». En la actualidad se elaboran mezclas con trigos foráneos, lo cual parece haber mejorado notablemente su sabor.

## Elaboración
Estos panes se fermentan a partir de masa madre (llamado formento) de elaboraciones anteriores; también pueden incluir levadura (Saccharomices cerevisiae), pero no más de 3g/kilo de harina. Se dice que usan harinas de trigo «del país» (locales), aunque según la Ley, un 50% de la harina puede provenir de trigos de otros lugares.
El proceso de fabricación de panes de Cea puede extenderse de 5 a 7 h. Su producción es artesanal, local, y está limitada por el tamaño de los hornos. Son hornos circulares de piedra granítica y en su mayoría de leña.
La elaboración del pan de Cea consta de los siguientes pasos:
1. Amasado manual durante un mínimo de 60 min, si se usa máquina amasadora son 45 min.
2. Reposo (durmi-lo neno), en el que se deja fermentar por 45-60 min,[14] según las condiciones ambientales
3. División de la masa (tasar) manualmente en porciones de 1,5 kg o 0,75 kg.
4. Reensamblado (tendas), nuevo amasado durante 25-30 min en tres o dos capas.
5. Enfornado, hacer una greña transversal (fenda) en el centro de la parte superior de la masa.
6. Horneo, metiendo todas las piezas en y dejar las piezas un mínimo de 120 min. con el horno cerrado.
7. Rever los trozos de pan, una vez sacados del horno, deben permanecer en el horno, enfriándose durante al menos una hora en estantes de madera.

## Protección oficial
El producto fue reconocido por el Ministerio de Agricultura, Pesca y Alimentación en 2004 y registrado como Indicación Geográfica Protegida de la Unión Europea en 2005. En 2010 abarcó un total de 18 hornos y una producción certificada de 355.740,45 kg, con un valor de 694.000 euros.